# Niedersächsische Wirtschaft
Die Niedersächsische Wirtschaft ist die seit 1946 erscheinende Zeitschrift der Industrie- und Handelskammer Hannover.

## Aktuell
Die Niedersächsische Wirtschaft ist heute die Zeitschrift der Industrie- und Handelskammer Hannover. Sie erscheint nach Angaben der IVW elf Mal jährlich in einer verbreiteten Auflage von rund 47.000 Exemplaren und wird fast ausschließlich als Mitgliederzeitschrift verteilt (Stand: 2018). Die Redaktion gehört zur IHK Hannover. Zum weitaus überwiegenden Teil geht die Zeitschrift an Unternehmen, die sie im Rahmen ihrer IHK-Mitgliedschaft erhalten.
Die oft auch kurz NW genannte Zeitschrift ist das Bekanntmachungsorgan der IHK Hannover.
Neben der Printausgabe gibt es seit 2017 ein Webmagazin.
Alle Ausgaben seit 2021 können auf der Website der IHK Hannover eingesehen werden.
Die hannoversche IHK-Zeitschrift gehört zu den 69 Titeln (Stand Juli 2018), die von Industrie- und Handelskammern in Deutschland herausgegeben werden.

## Entstehung
Die erste Ausgabe der Niedersächsischen Wirtschaft erschien am 15. Mai 1946 als Blatt der britischen Militärbehörden und als Organ der neun damals entstehenden Industrie- und Handelskammern im späteren Niedersachsen. Gründungs-Chefredakteur war Johannes Niggemann, der bis 1962 die Redaktion leitete.
Seit 1989 ist die IHK Hannover alleiniger Herausgeber der Niedersächsischen Wirtschaft. Bis dahin wurde die Zeitschrift von allen oder zumindest mehreren Industrie- und Handelskammern in Niedersachsen getragen.

## Geschichte
Frühester Vorläufer der heutigen IHK-Zeitschrift in Hannover ist das „Hannoversche Wochenblatt für Handel und Gewerbe“, das erstmals im März 1868 erschien. Die seit April 1866 entstandenen hannoverschen Handelskammern arbeiteten dabei mit dem Gewerbeverein für das Königreich Hannover zusammen und stützten sich damit auf die publizistische Erfahrung des Vereins. Dessen bis dahin erscheinendes „Monatsblatt“ ging im „Wochenblatt für Handel und Gewerbe“ auf, das ausdrücklich als Organ der hannoverschen Handelskammern erschien. Als Verantwortlicher Redakteur zeichnete Ferdinand Jugler, Sekretär der Handelskammer Hannover und ebenfalls Mitglied im Direktorium des Gewerbevereins. Auch Fritz Hurtzig, Gründungspräsident der Handelskammer Hannover, war Mitglied des Direktoriums.
Mit ihren bis 1868 zurückreichenden Vorläufern ist die Niedersächsische Wirtschaft nach einer Zusammenstellung des Deutschen Industrie- und Handelstages (heute: Deutscher Industrie- und Handelskammertag) die IHK-Zeitschrift mit der zweitältesten Tradition in Deutschland. Lediglich die Kammern in Chemnitz, Dresden, Plauen und Zittau verfügten bereits spätestens 1864 und damit rund vier Jahre früher mit der Deutschen Industrie-Zeitung über ein Publikationsorgan.
Die letzte Ausgabe der später in „Hannoversches Gewerbeblatt“ umbenannten Zeitschrift als Organ der Handelskammer Hannover datiert vom Dezember 1895. Das Gewerbeblatt erschien aber noch bis Ende 1920.
Eine regelmäßig erscheinende Handelskammer-Publikation erhielt Hannover erst wieder 1919 mit den „Nachrichten für Industrie und Handel“.
In den heute zur IHK Hannover gehörenden, bis 1931 bzw. 1973 selbstständigen Industrie- und Handelskammern in Göttingen und Hildesheim gab es allerdings bereits seit spätestens 1911 (Göttingen) und 1912 (Hildesheim) eigene Publikationen. Vermutlich in dieser Tradition erschien bereits gut drei Wochen nach Ende des Zweiten Weltkriegs in Hildesheim ein „Mitteilungsblatt“, das nach Neugründung der IHK Hildesheim als „Wirtschaftliche Nachrichten der Industrie- und Handelskammer Hildesheim“ fortgeführt wurde und Ende 1973 in der „Niedersächsischen Wirtschaft“ aufging.
Unmittelbarer Vorläufer der „Niedersächsischen Wirtschaft“ war das ab 1921 erscheinende „Wirtschaftsblatt Niedersachsen“. Es erschien zunächst als amtliche Wochenschrift der Vereinigung Niedersächsischer Handelskammern und wurde in deren Auftrag herausgegeben vom gerade erst in Hannover als Handelskammer-Syndikus berufenen Kurt Finkenwirth.
Zur Handelskammer-Vereinigung gehörten damals nicht nur Kammern auf dem Gebiet des heutigen Bundeslandes Niedersachsen, sondern auch die Kammern in Bielefeld, Detmold und Minden. Hintergrund sind die Bemühungen um ein einheitliches Wirtschaftsgebiet Niedersachsen. Insofern erscheint auch der Leitartikel der ersten Ausgabe mit dem Titel „Niedersachsen“, unterzeichnet vom damaligen Kammerpräsidenten Fritz Beindorff, programmatisch.
Das Wirtschaftsblatt Niedersachsen erschien letztmals als Zeitschrift der damaligen Gauwirtschaftskammern Hannover-Braunschweig und Ost-Hannover sowie der Wirtschaftskammern Braunschweig und Hildesheim am 10. Februar 1945. Im Stadtarchiv Hannover sind Aktennotizen von Johannes Niggemann überliefert, die aus der zweiten Aprilhälfte 1945 datieren, an die britische Militärregierung gerichtet sind und die auf die Bedeutung einer von deutschen Redakteuren gemachten Presse, insbesondere im wirtschaftlichen und kirchlichen Bereich hinweisen. Niggemann sah nur so ausreichende Akzeptanz für eine neu entstehende Presse. Gut ein Jahr später erschien dann die erste Ausgabe der „Niedersächsischen Wirtschaft“.